# Закопа
Закопа (хорв. Zakopa) — населений пункт у Хорватії, у Сисацько-Мославинській жупанії у складі громади Двор.

## Населення
Населення за даними перепису 2011 року становило 70 осіб.
Динаміка чисельності населення поселення:

## Клімат
Середня річна температура становить 10,89 °C, середня максимальна – 25,44 °C, а середня мінімальна – -6,04 °C. Середня річна кількість опадів – 1069 мм.
| Клімат поселення                              | Клімат поселення | Клімат поселення | Клімат поселення | Клімат поселення | Клімат поселення | Клімат поселення | Клімат поселення | Клімат поселення | Клімат поселення | Клімат поселення | Клімат поселення | Клімат поселення | Клімат поселення |
| Показник                                      | Січ.             | Лют.             | Бер.             | Квіт.            | Трав.            | Черв.            | Лип.             | Серп.            | Вер.             | Жовт.            | Лист.            | Груд.            |                  |
| Середній максимум, °C                         | 7,36             | 9,22             | 13,63            | 17,73            | 22,25            | 25,44            | 24,61            | 23,98            | 20,40            | 15,38            | 9,99             | 5,64             |                  |
| Середня температура, °C                       | 0,66             | 2,53             | 6,93             | 11,03            | 15,56            | 18,75            | 20,48            | 19,84            | 16,26            | 11,24            | 5,87             | 1,51             |                  |
| Середній мінімум, °C                          | −6,04            | −4,17            | 0,26             | 4,33             | 8,87             | 12,06            | 16,34            | 15,70            | 12,14            | 7,11             | 1,72             | −2,63            |                  |
| Норма опадів, мм                              | 69               | 67               | 76               | 91               | 92               | 97               | 92               | 90               | 96               | 102              | 110              | 87               |                  |
| Середньомісячна швидкість вітру, м/с          | 1.48             | 1.64             | 2.00             | 1.98             | 1.80             | 1.60             | 1.60             | 1.48             | 1.43             | 1.49             | 1.53             | 1.58             |                  |
| Середньомісячна сонячна радіація, кДж/м²·день | 4358             | 7179             | 10912            | 15366            | 19559            | 21812            | 22971            | 20051            | 14740            | 9180             | 4879             | 3630             |                  |
| --------------------------------------------- | ---------------- | ---------------- | ---------------- | ---------------- | ---------------- | ---------------- | ---------------- | ---------------- | ---------------- | ---------------- | ---------------- | ---------------- | ---------------- |
| Джерело:                                      |                  |                  |                  |                  |                  |                  |                  |                  |                  |                  |                  |                  |                  |